# Szerbittabé
Szerbittebé (másként Felsőittebe, Felsőittabé vagy Szerbittebe, szerbül Српски Итебеј / Srpski Itebej) település Szerbiában, a Vajdaságban, a Közép-bánsági körzetben, Bégaszentgyörgy községben.

## Fekvése
Nagybecskerektől északkeletre, a Béga folyó és a Béga-csatorna között, Magyarittabé mellett fekvő település.

## Története
Szerbittebé neve eredetileg Ittöbö volt (Withubu írásmóddal). A falu a török megszállás alatt, a 16. században elpusztult, és csak 1780. körül települt újra szerb lakossággal.
1851-ben Fényes Elek írta a településről:
"Ittebe(Rác-), rác falu, Torontál vármegyében, Magyar-Ittebe szomszédságából: 40 kataszter holdon, 14 református, 3072 óhitű lakossal, s anyatemplommal. Határában gyönyörű fácánosok vannak; 172 egész telket számlál. Földesura Ittebei Kiss Erneszt örök."

## Jegyzetek

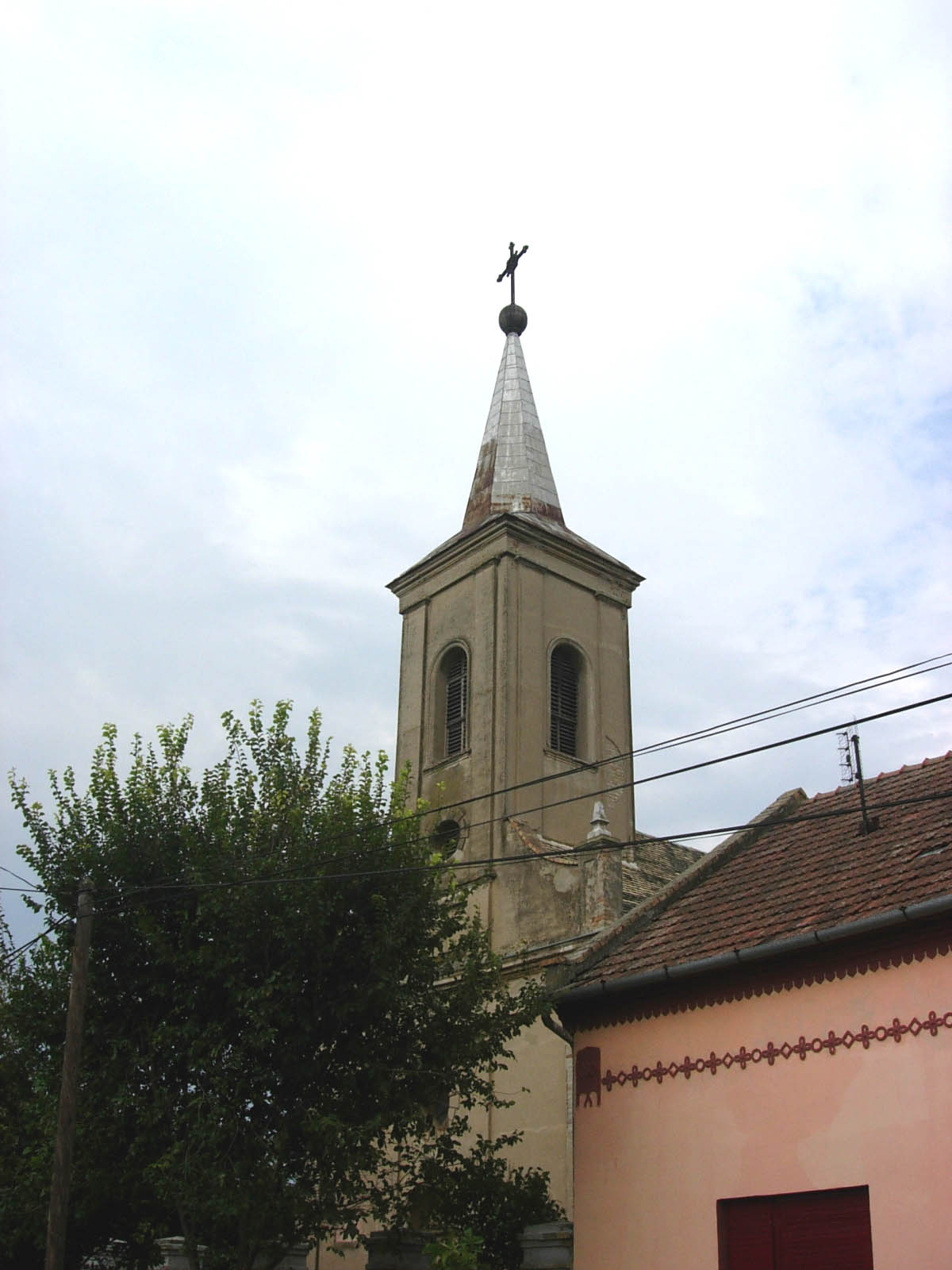
A római katolikus templom

## Népesség

### Demográfiai változások
| 1948 | 1953 | 1961 | 1971 | 1981 | 1991 | 2002 | 2011 |
| ---- | ---- | ---- | ---- | ---- | ---- | ---- | ---- |
| 5376 | 5013 | 4634 | 4058 | 3281 | 2873 | 2405 | 1969 |